# Wilber Pérez
Wilber Mauricio „Bebote” Pérez Medrano (ur. 26 września 1988 w San Ixtán) – gwatemalski piłkarz występujący na pozycji napastnika, reprezentant Gwatemali.

## Kariera klubowa
Pérez pochodzi ze wsi San Ixtán nieopodal miasta Jalpatagua, w departamencie Jutiapa. Ma trójkę rodzeństwa. W wieku 13 lat został wypatrzony w swojej szkole Colegio San José przez trenera juniorów i za jego namową przeszedł testy w drużynie Muncipal-Jutiapa. W wieku 15 lat wyjechał samotnie do stołecznego miasta Gwatemala, gdzie dołączył do akademii juniorskiej krajowego potentata CSD Municipal. Po dwóch latach zrezygnowano z niego ze względu na jego problemy zdrowotne. Bezskutecznie próbował znaleźć zatrudnienie w Deportivo Malacateco. Równolegle studiował zarządzanie na stołecznym Universidad Mariano Gálvez.
W następnych latach Pérez występował w drugoligowym Deportivo Coatepeque (strzelił tam gola w debiucie) oraz trzecioligowych Deportivo Ayutla, Deportivo La Gomera i Antigua GFC. Z La Gomerą i Antiguą wywalczył awans do drugiej ligi. Później rozpoczął testy w pierwszoligowym CSD Suchitepéquez pod okiem trenera Richarda Prezy i po miesiącu podpisał z tym klubem kontrakt. W gwatemalskiej Liga Nacional zadebiutował 9 października 2011 w przegranym 1:2 spotkaniu z Heredią, zaś premierową bramkę zdobył 23 listopada tego samego roku w wygranej 3:0 konfrontacji z Mictlán. Stamtąd powrócił do Deportivo Coatepeque, występującego już w najwyższej klasie rozgrywkowej.
W lipcu 2014 Pérez przeszedł do Deportivo Petapa, beniaminka rozgrywek. W jesiennym sezonie Apertura 2014 został królem strzelców ligi gwatemalskiej z 12 golami na koncie (ex aequo z Carlosem Ruizem). W maju 2015 podpisał roczną umowę ze stołecznym CSD Municipal. Tam był głównie rezerwowym i odszedł z klubu już po sześciu miesiącach. W późniejszym czasie reprezentował barwy Cobán Imperial oraz Deportivo Guastatoya, z którym wywalczył wicemistrzostwo Gwatemali (Clausura 2017). Następnie był piłkarzem Deportivo Sanarate.
W sierpniu 2018 Pérez przeszedł do kosowskiego KF Gjilani. Przeniósł się do tego klubu dzięki pośrednictwu agenta piłkarskiego ze Stanów Zjednoczonych. W Superliga e Kosovës zadebiutował 25 sierpnia 2018 w wygranym 3:2 meczu z KEK-u, w którym zdobył też swojego pierwszego gola. Na koniec sezonu został najlepszym strzelcem Gjilani i po barażach utrzymał się z nim w pierwszej lidze Kosowa. W lipcu 2019 powrócił do ojczyzny, zasilając Deportivo Malacateco. Po roku spędzonym w tej drużynie nie zdecydował się przedłużać umowy i odszedł do Xelajú MC.

## Kariera reprezentacyjna
W seniorskiej reprezentacji Gwatemali Pérez zadebiutował za kadencji tymczasowego selekcjonera Víctora Hugo Monzóna, 11 czerwca 2013 w zremisowanym 0:0 meczu towarzyskim z Belize. Pierwszą bramkę w barwach narodowych zdobył natomiast 12 października 2019 w wygranym 5:0 spotkaniu z Anguillą w ramach Ligi Narodów CONCACAF.